# Volker Stollorz
Volker Stollorz (* 12. Januar 1964 in Leverkusen) ist ein deutscher Wissenschaftsjournalist und seit 2015 Geschäftsführer der Science Media Center Germany gGmbH.

## Leben und Wirken
Nach dem Abitur 1983 begann Stollorz ein Studium der Biologie an der Universität zu Köln. Ab 1988 forschte er für seine Diplomarbeit am Netherlands Cancer Institute Antoni van Leeuwenhoek in Amsterdam, deren Ergebnisse 1990 in der Fachzeitschrift Cell veröffentlicht wurden. Im selben Jahr verlieh ihm die Universität zu Köln das Biologie-Diplom mit dem Hauptfach Genetik und den Nebenfächern Entwicklungsbiologie und Philosophie.
Fortan freier Wissenschaftsjournalist, hospitierte Stollorz 1992 mit einem Stipendium der Robert Bosch Stiftung im Ressort Wissen von Die Zeit und im Frühjahr 1993 beim Tages-Anzeiger in Zürich. Zwischen 1993 und 1998 war er Wissenschaftsredakteur bei der Wochenzeitung Die Woche in Hamburg. Danach veröffentlichte er als freier Wissenschaftsjournalist u. a. als regelmäßiger Autor im Ressort Wissenschaft der Frankfurter Allgemeinen Sonntagszeitung sowie in Zeitungen, Magazinen und dem öffentlich-rechtlichen Rundfunk. Als Stipendiat kam Stollorz 2012 als „Journalist in Residence“ an das Heidelberger Institut für Theoretische Studien.
Die Klaus Tschira Stiftung ermöglichte es 2015, das gemeinnützige Science Media Center Germany (SMC) aufzubauen, bei dem Stollorz als Geschäftsführer angestellt ist.
Für seine Publikationen und Filme wurde der Wissenschaftsjournalist mehrfach ausgezeichnet, unter anderem 2004 mit dem Georg von Holtzbrinck Preis für Wissenschaftsjournalismus sowie 2015 mit dem Universitas-Preis für Wissenschaftsjournalismus der Hanns Martin Schleyer-Stiftung. Eine Jury des Medium Magazins wählte ihn in der Kategorie „Wissenschaft“ zum Wissenschaftsjournalisten des Jahres 2020. Für 2021 wurde ihm der Kulturpreis der Eduard-Rhein-Stiftung zuerkannt.
Stollorz ist Mitglied in der Wissenschaftspressekonferenz sowie im Netzwerk Recherche, lebt in Köln und Worpswede und hat einen Sohn.

## Veröffentlichungen
- mit Jaques Neefjes, Peter J. Peters, Hans J. Geuze, Hidde L. Ploegh: The biosynthetic pathway of MHC class II but not class I molecules intersects the endocytic route. In: Cell Band 61, Nummer 1, 1990, S. 171–183, doi:10.1016/0092-8674(90)90224-3
- Grit Kienzlen, Jan Lublinski, Volker Stollorz: Fakt, Fiktion, Fälschung: Trends im Wissenschaftsjournalismus UVK Verlagsgesellschaft, 2007, Stuttgart ISBN 978-3-17-020683-0
- The Pandemic of the Experts in the Mass Media. How to Create Trust in Public Communication by Acknowledging Ignorance and Uncertainty. In: Bundesgesundheitsblatt Gesundheitsforschung Gesundheitsschutz Band 56, Nummer 1, 2013, S. 110–117, doi:10.1007/s00103-012-1581-5
- Wir lieben Aufklärung In: Johannes Schnurr, Alexander Mäder (Hrsg.): Wissenschaft und Gesellschaft: Ein vertrauensvoller Dialog. ISBN 978-3-662-59466-7
- "Herausforderungen für den Journalismus über Wissenschaft in der Coronapandemie – erste Beobachtungen zu einem Weltereignis", Fachartikel von Volker Stollorz im Bundesgesundheitsblatt Ausgabe 1. Januar 2021, https://link.springer.com/article/10.1007/s00103-020-03257-x

## Preise
- 2021 Kulturpreis der Eduard-Rhein-Stiftung[11]
- 2020 "Wissenschaftsjournalist des Jahres 2020" vom Medium Magazin
- 2015 Universitas-Preis für Wissenschaftsjournalismus[12]
- 2012 „Journalist in Residence 2012“ am HITS in Heidelberg[13]
- 2010 Helmut-Stickl-Preis der Deutschen Akademie für Kinder- und Jugendmedizin[14]
- 2010 Medtronic Medien-Preis
- 2009 European Journalists’ Prize from the Association of German Medical Journalists[15]
- 2004 Georg von Holtzbrinck-Preis für Wissenschaftsjournalismus[16]
- 2003 Publizistik-Preis Print der GlaxoSmithKline Stiftung
- 2002 Ludwig Demling Medienpreis der Gastro-Liga
- 2000 Publizistikpreis der Smith-Kline-Beecham-Stiftung (jetzt GlaxoSmithKline Stiftung)